# Martin David Holley

Wappen von Martin David Holley

Martin David Holley (* 31. Dezember 1954 in Pensacola, Florida, USA) ist ein US-amerikanischer Geistlicher und emeritierter römisch-katholischer Bischof von Memphis.

## Leben
Martin David Holley empfing am 8. Mai 1987 das Sakrament der Priesterweihe für das Bistum Pensacola-Tallahassee.
Am 18. Mai 2004 ernannte ihn Papst Johannes Paul II. zum Titularbischof von Rusibisir und zum Weihbischof in Washington. Der Erzbischof von Washington, Theodore Edgar Kardinal McCarrick, spendete ihm am 2. Juli desselben Jahres die Bischofsweihe; Mitkonsekratoren waren der Bischof von Pensacola-Tallahassee, John Huston Ricard SSJ, und der emeritierte Weihbischof in Washington, Leonard James Olivier SVD.
Papst Franziskus ernannte ihn am 23. August 2016 zum Bischof von Memphis. Die Amtseinführung fand am 19. Oktober desselben Jahres statt.
Am 24. Oktober 2018 enthob ihn Papst Franziskus seines Amtes.